# Gérimont (Sainte-Ode)
Ne doit pas être confondu avec Gérimont (Neufchâteau).
Gérimont (en wallon : Djèrimånt) est un hameau de la commune belge de Sainte-Ode située en Région wallonne dans la province de Luxembourg.
Avant la fusion des communes de 1977, Gérimont faisait partie de la commune de Tillet.

## Étymologie
Le nom du hameau viendrait de Gericus, nom en latin d'un seigneur local et de Mont, endroit élevé.

## Situation
Gérimont se trouve à proximité du village de Tillet sur la route menant à Magerotte. Il s'agit d'une localité ardennaise où les habitations peu groupées s'étirent le long de cette route sinuant à travers les prairies sur environ 1 500 m. Parmi ces habitations, on trouve plusieurs fermettes et maisons construites en pierre du pays (moellons de grès). Gérimont avoisine le hameau de Beauplateau.
Le 50e degré de latitude nord traverse le hameau.

## Patrimoine
Au centre de la localité, se trouve une petite chapelle blanche avec toiture en ardoises.